# دان مولر
دان مولر (بالإنجليزية: Dan Muller)‏ هو رسام أمريكي، ولد في 1889، وتوفي في 1976.